# 春陽駅
春陽駅（チュニャンえき）は、慶尚北道奉化郡春陽面にある、韓国鉄道公社の駅である。

## 駅構造
- 島式ホーム1面2線の地上駅。

## 駅周辺
駅の近くには喫茶店が多い春陽面の市街地がある。また、「オクチ春陽市場」のほか、寒水亭、晩山古宅などの観光地がある。

## 歴史
- 1955年7月1日 - 開業。

### エピソード
韓国語には「억지춘향」または「억지춘양」という慣用表現があり、「道理にかなわないことを無理矢理やって、やっと成し遂げる」の意である。その語源の1つは嶺東線建設当時に国会議員を務めていた鄭文欽による「我田引鉄」の影響だと言われる。鄭による影響の結果、嶺東線（旧・栄岩線）の線形は法田 - 鹿洞の区間で真っ直ぐではなく、本来の建設計画上にない春陽面を通るために「Ω」状に大きく湾曲するようになり、春陽駅もこの区間に建設されたという。
なお、この言葉には春陽産の松木である高級木材の「春陽木」は春陽駅から全国に運ばれたが、その評判が高まると他地域の木材も「春陽木」と詐称するようになったという語源や、『春香伝』の物語の内容に由来するという語源もある。

## 隣の駅
韓国鉄道公社
嶺東線
奉化駅 - （巨村駅） - （鳳城駅） - （法田駅） - 春陽駅 - （鹿洞駅） - 林基駅